# 서울송원초등학교
서울송원초등학교는 대한민국 서울특별시 성동구 송정동에 있는 공립 초등학교이다.

## 학교 연혁
- 2009년 5월 12일: 서울송원초등학교 개교

## 참고 자료
- 서울송원초등학교 - 한국교육학술정보원 학교알리미